# Собачка щупальцевий
Собачка щупальцевий, або довгощупальцевий (Parablennius tentacularis) — є видом морських собачок. Поширені в усіх частинах Середземного моря (крім Сирії, Лівану, Ізраїлю і Єгипту), в Мармуровому і Чорному морях, і східній Атлантиці біля берегів Португалії, Іспанії, Канарських островів і Марокко, на південь до Гвінеї.